# Kippah

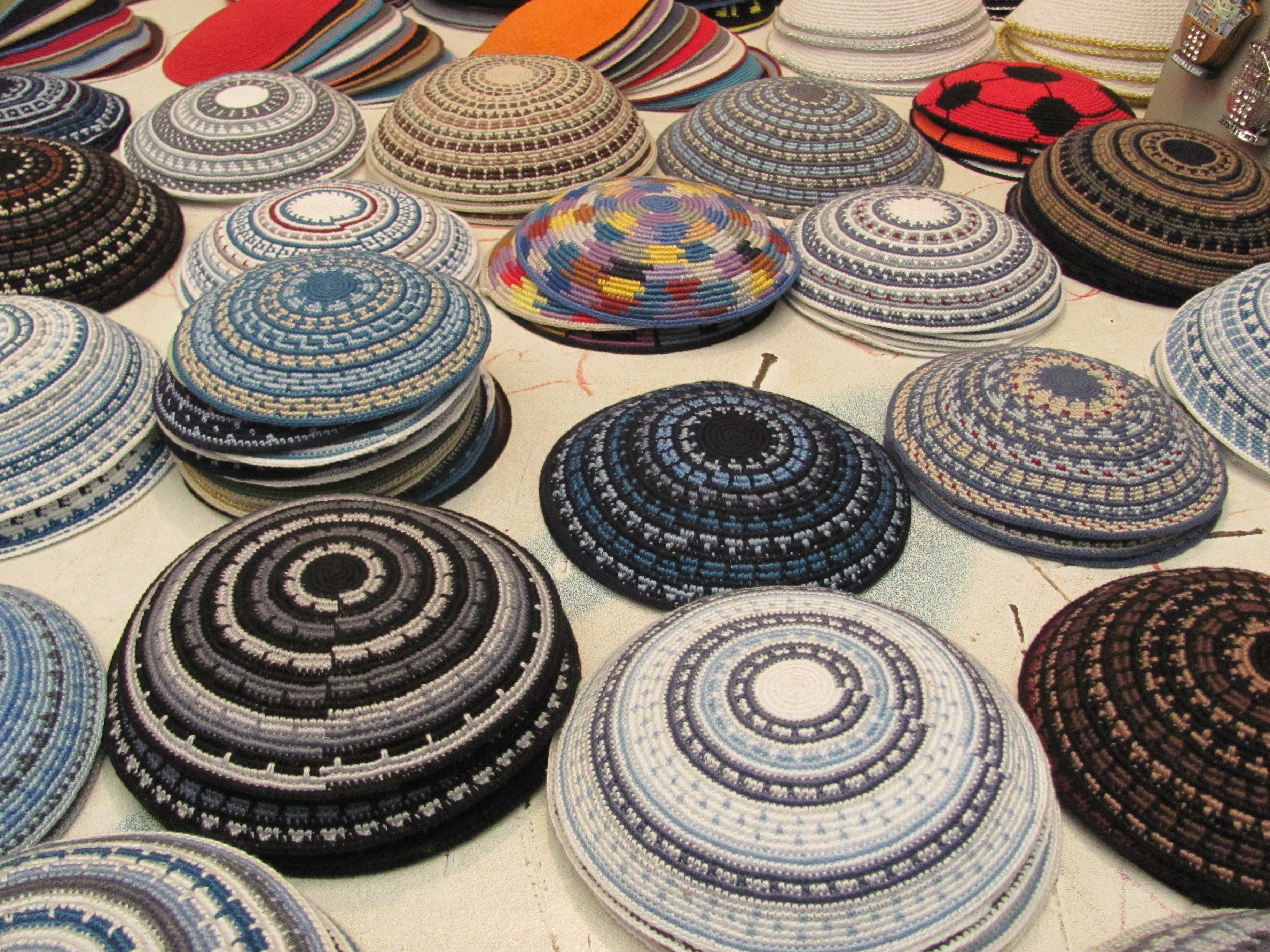
Kippot croșetat de vânzare în Ierusalim

Un kippah (/kɪˈpɑː/ kih-PAH; kippa, kipa, kipah; ebraică: כִּיפָּה, plural: כִּיפּוֹת‎ kippot; idiș קאפל koppel sau יאַרמולקע), sau yarmulke (/ˈjɑrməlkə/,  pronunciation /ˈjɑːməkə/), este o coifură fără margini, de obicei din țesătură, purtată în mod tradițional de masculii evrei pentru a îndeplini cerințele obișnuite ca capul să fie acoperit. Este purtat de bărbați în comunitățile ortodoxe în orice moment. Printre comunitățile neortodoxe, majoritatea oamenilor care le poartă obișnuit fac acest lucru numai în timpul rugăciunii sau al altor ritualuri, inclusiv unele femei. Majoritatea sinagogilor și serviciilor funerare evreiești păstrează o ofertă gata de kippot.